# Erica glaphyra
Erica glaphyra är en ljungväxtart som beskrevs av Killick. Erica glaphyra ingår i släktet klockljungssläktet, och familjen ljungväxter. Inga underarter finns listade i Catalogue of Life.